# Palpita
Palpita is een geslacht van vlinders uit de familie van de grasmotten (Crambidae), uit de onderfamilie van de Spilomelinae. De wetenschappelijke naam van dit geslacht is voor het eerst voorgesteld door Jacob Hübner in een publicatie uit 1808.

## Soorten
- P. aenescentalis Munroe, 1952
- P. aethrophanes (Meyrick, 1934)
- P. albifulvata Kirti & Rose, 1992
- P. angusta Inoue, 1997
- P. annulifer Inoue, 1996
- P. approximalis (Hampson, 1918)
- P. ardealis (C. Felder, R. Felder & Rogenhofer, 1875)
- P. argoleuca (Meyrick, 1938)
- P. arsaltealis (Walker, 1859)
- P. asiaticalis Inoue, 1994
- P. atrisquamalis (Hampson, 1912)
- P. aureolina Inoue, 1997
- P. australica Inoue, 1996
- P. austrannulata Inoue, 1996
- P. austrounionalis Inoue, 1997
- P. bakerialis (Schaus, 1927)
- P. bambusalis (Moore, 1888)
- P. bicornuta Inoue, 1996
- P. bonjongalis (Plötz, 1880)
- P. braziliensis Munroe, 1959
- P. brevimarginata (Janse, 1924)
- P. caecigena (Meyrick, 1933)
- P. candicantis Inoue, 1997
- P. candidalis (Dognin, 1904)
- P. candidata Inoue, 1996
- P. carbonifusalis (Hampson, 1918)
- P. celestinalis (Schaus, 1924)
- P. celsalis (Walker, 1859)
- P. cincinnatalis Munroe, 1952
- P. cirralis (Swinhoe, 1897)
- P. cirrhopis (Meyrick, 1937)
- P. citrina (Druce, 1902)
- P. claralis (Walker, 1866)
- P. conistolalis (Hampson, 1918)
- P. contrangusta Inoue, 1997
- P. crococosta Inoue, 1997
- P. curiosa Inoue, 1996
- P. curvilinea (Janse, 1924)
- P. curvispina Zhang & Li, 2005
- P. diehli Inoue, 1996
- P. disjunctalis Inoue, 1999
- P. dispersalis Inoue, 1996
- P. eburnealis (Swinhoe, 1903)
- P. elealis (Walker, 1859)
- P. ensiforma Inoue, 1996
- P. eribotalis (Walker, 1859)
- P. esmeralda (Hampson, 1899)
- P. estebanalis (Schaus, 1920)
- P. eupilosalis Inoue, 1997
- P. flegia (Cramer, 1777)
- P. florensis Inoue, 1996
- P. forficifera Munroe, 1959
- P. fraterna (Moore, 1888)
- P. freemanalis Munroe, 1952
- P. galapagensis Landry & Solis, 2016
- P. grandifalcata Inoue, 1997
- P. griseofascialis Inoue, 1997
- P. hexcornutialis Kirti & Rose, 1992
- P. hollowayi Inoue, 1997
- P. homalia Inoue, 1996
- P. horakae Inoue, 1997
- P. horocrates (Meyrick, 1937)
- P. hyaloptila (Turner, 1915)
- P. hypohomalia Inoue, 1996
- P. hypomelas (Hampson, 1899)
- P. illibalis (Hübner, 1818)
- P. illustrata Inoue, 1997
- P. incesta Ko, Bayarsaikhan, Lee, Cha, Lee, Bae, 2021
- P. inconspicua Inoue, 1996
- P. indannulata Inoue, 1996
- P. indistans (Moore, 1888)
- P. inexpectalis Inoue, 1996
- P. inusitata (Butler, 1879)
- P. irroratalis (Hampson, 1912)
- P. isoscelalis (Guenée, 1854)
- P. jacobsalis (Marion & Viette, 1956)
- P. jairusalis (Walker, 1859)
- P. jansei Munroe, 1977
- P. javanica Inoue, 1997
- P. junctalis Inoue, 1997
- P. kimballi Munroe, 1959
- P. kiminensis Kirti & Rose, 1992
- P. laciniata Inoue, 1997
- P. lanceolata Inoue, 1996
- P. lautopennis Inoue, 1997
- P. limbata (Butler, 1886)
- P. lobisignalis (Hampson, 1918)
- P. longissima Inoue, 1996
- P. luzonica Inoue, 1996
- P. magniferalis (Walker, 1861)
- P. majorina Inoue, 1997
- P. margaritacea Inoue, 1997
- P. marginalis Inoue, 1997
- P. maritima Sullivan & Solis, 2013
- P. masuii Inoue, 1996
- P. melanapicalis Inoue, 1996
- P. metallata (Fabricius, 1781)
- P. micronesica Inoue, 1997
- P. microptera Inoue, 1996
- P. minuscula Inoue, 1996
- P. monomaculalis Inoue, 1997
- P. munroei Inoue, 1996
- P. nigricollis (Snellen, 1895)
- P. nigropunctalis (Bremer, 1864)
- P. nivea (Linnaeus, 1767)
- P. nonfraterna Inoue, 1996
- P. notabilis Inoue, 1997
- P. oblita (Moore, 1888)
- P. obsolescens Inoue, 1997
- P. ocelliferalis (Hampson, 1912)
- P. ochrocosta Inoue, 1996
- P. pajnii Kirti & Rose, 1992
- P. pallescens Inoue, 1996
- P. palpifulvata Kirti & Rose, 1992
- P. pandurata Inoue, 1996
- P. parvifraterna Inoue, 1999
- P. paulianalis (Marion & Viette, 1956)
- P. perlucidalis Inoue, 1999
- P. persicalis (Amsel, 1951)
- P. persimilis Munroe, 1959
- P. perunionalis Inoue, 1994
- P. phaealis (Hampson, 1913)
- P. picticostalis (Hampson, 1896)
- P. pilosalis Inoue, 1997
- P. postundulata Inoue, 1997
- P. pratti (Janse, 1924)
- P. pudicalis (Kenrick, 1907)
- P. pulverulenta (Hampson, 1918)
- P. punctalis (Warren, 1896)
- P. quadristigmalis (Guenée, 1854)
- P. quasiannulata Inoue, 1996
- P. rhodocosta Inoue, 1997
- P. roboralis Inoue, 1996
- P. robusta (Moore, 1888)
- P. rotundalis Inoue, 1997
- P. seitzialis (E. Hering, 1903)
- P. sejunctalis Inoue, 1997
- P. semifraterna Inoue, 1996
- P. semimicroptera Inoue, 1996
- P. seminigralis (Hampson, 1899)
- P. shafferi Inoue, 1996
- P. simplicissima Inoue, 1997
- P. sphenocosma (Meyrick, 1894)
- P. spilogramma (Meyrick, 1934)
- P. spinosa Clayton, 2008
- P. stenocraspis (Butler, 1898)
- P. subflavalis Seizmair, 2022
- P. subillustrata Inoue, 1997
- P. submarginalis (Walker, 1866)
- P. syleptalis (Hampson, 1899)
- P. tenuijuxta Inoue, 1996
- P. travassosi Munroe, 1959
- P. trifurcata Munroe, 1959
- P. triopis (Hampson, 1912)
- P. tsisabiensis Maes, 2004
- P. uedai Inoue, 1997
- P. varii Munroe, 1977
- P. venatalis (Schaus, 1920)
- P. viettei Munroe, 1959
- P. viriditinctalis (Hampson, 1918)
- P. vitiensis Clayton, 2008
- P. vitrealis (Rossi, 1794) — Satijnlichtmot
- P. warrenalis (Swinhoe, 1894)
- P. xanthyalinalis (Hampson, 1899)